# Бомбали (окръг)
Бомбали (на английски: Bombali) е един от 12-те окръга на Сиера Леоне. Разположен е в северната провинция на страната и граничи с Гвинея. Столицата на окръга – град Макени е столица също и на северната провинция и е петият по големина град в Сиера Леоне. Площта на Бомбали е 3939 км², а населението е 606 544 души (по преброяване от декември 2015 г.).

## Демография
Населението на Бомбали е съставено главно от етническите групи темне (45% от населението на окръга) и лимба (30%). Преобладаващата религия в окръга е ислямът.

## Икономика
Главните икономчески активности в Бомбали са минно дело, земеделие и отглеждане на преживни животни.